# سان فايسنت ديل فالي
بلدية سان فايسنت ديل فالي (بالإسبانية: San Vicente del Valle)‏, هي إحدى بلديات مقاطعة برغش, التي تقع في منطقة قشتالة وليون, والتي تقع في شمال غرب إسبانيا.
يبلغ عدد سكانها 50 نسمة وفقاً لإحصائية سنة (2002).